# Joe O'Cearuill
Joseph Delpesh Joe O'Cearuill, né le 9 février 1987 à Edmonton en Angleterre, est un footballeur professionnel irlandais jouant au poste de défenseur. Il est joue actuellement pour le club anglais de Haringey Borough. 
O'Cearuill a été sélectionné à deux reprises en équipe de république d'Irlande de football. 

## Carrière en club
Né à Edmonton, un quartier de Londres, O'Cearuill commence sa carrière au Leyton Orient Football Club dans les équipes de jeunes avant d’être  remercié à cause de problèmes de discipline. Il signe alors pour le Watford Football Club où il accède à l’équipe réserve chez les seniors. Son contrat d’une année n’est pas renouvelé et prend fin durant l’été 2006. Il est alors engagé par Arsène Wenger, manager du grand club londonien Arsenal.
O'Cearuill joue la match de gala en l’honneur de Dennis Bergkamp contre l’Ajax Amsterdam en juillet 2006 et est sur le banc des remplaçants lors du match de Coupe de la Ligue contre West Bromwich Albion le 24 octobre 2006. Il n’entre pas en jeu. Le 4 janvier 2007, Arsenal le prête au club de Brighton & Hove Albion qui évolue en League One, la troisième division anglaise. Ce contrat de prêt est initialement prévu pour un mois. Il fait ses débuts au poste d’arrière droit lors du troisième tour de la Coupe d’Angleterre contre West Ham le 6 janvier, match que Brighton perd sur le score de 3 buts à 0.
En août 2007, O'Cearuill est transféré au Barnet Football Club. Il fait aussi ses débuts en équipe d’Irlande Espoir dirigée par Don Givens. Il joue son premier match international contre le Monténégro.
En janvier 2008, il rejoint le club dublinois de St. Patrick's Athletic FC. Il quitte le club au terme d’une saison où il ne réussit pas à s’imposer.
Il signe pour le Harlow Town Football Club le 17 septembre 2009 mais n’y dispute que deux matchs avant d’être transféré au Boreham Wood Football Club le 27 octobre. Moins de deux semaines plus tard, il est transféré vers le club de Forest Green Rovers FC qui dispute le championnat de Conference National, la cinquième division anglaise.
En septembre 2010, O'Cearuill signe au Bishops Stortford FC.
| Saison    | Club                             | Pays               |
| --------- | -------------------------------- | ------------------ |
| 2004-2005 | Leyton Orient FC                 | Angleterre         |
| 2005-2006 | Watford                          | Angleterre         |
| 2006-2007 | Arsenal Brighton and Hove Albion | Angleterre         |
| 2007-2008 | Barnet St. Patrick's Athletic FC | Angleterre Irlande |
| 2009-2010 | Forest Green Rovers              | Angleterre         |
| 2010-2011 | Bishops Stortford                | Angleterre         |

## Carrière internationale
Même s’il est né en Angleterre, Joe O'Cearuill a choisi de représenter l’Irlande au niveau international. Il est appelé en équipe de république d'Irlande de football pour la première fois en mai 2007 et participe ainsi à la tournée de fin de saison de l’équipe aux États-Unis. Il fait ses débuts internationaux comme remplaçant lors d’un match contre l’équipe d'Équateur de football le 22 mai 2007 au Giants Stadium. Il commence le match suivant contre l'équipe de Bolivie de football.
Il n'a depuis plus jamais été appelé en équipe nationale.